# 仙台火力發電廠
仙台火力發電廠為東北電力株式會社所營運的天然氣火力發電廠，地址位於宮城縣宮城郡七濱町代崎濱字前島1號。

## 沿革
仙台火力發電廠位於七濱半島末端，面相松島灣的松島二級特殊風景保護區內，為東北電力株式會社主要供應宮城縣的火力發電廠。舊一號機組於 1959年10月完工商轉，三號機組增建開始。
在此之後，由於既有的一號至三號機已運轉40多年，有鑑於環保意識抬頭，從降低二氧化碳排放、降低發電成本，以及增強公司競爭力等多方角度出發，東北電力株式會社決定展開仙台火力發電廠更新改建計畫，既有一至三號機除役拆除，並新增一部採用1400℃級熱回收燃氣收複環發電機組，該機組命名為四號機，於2010年動工，2010年7月完工商轉。
仙台火力發電廠的天然氣由東北天然氣株式會社經由總長251公里的陸上輸送管道，從位於東新潟火力發電廠鄰近的LNG接收碼頭與接收站供應。
2017年4月1日起，四號機額定輸出發電量從446MW提升至468MW，提升約22MW，當日以提升後發電量開始運轉，此次容量增加係透過過往的運轉效率以及安全測試通過後開始實施，由於此次容量擴增是透過修改氣渦輪發電機的輸出控制程式來處理，因此並無額外新增設備與翻新，此外仙台火力發電廠還利用廠區多餘空間新設一座新太陽能發電場，於2012年5月25日開始併聯商轉。

### 東日本大震災受損狀況

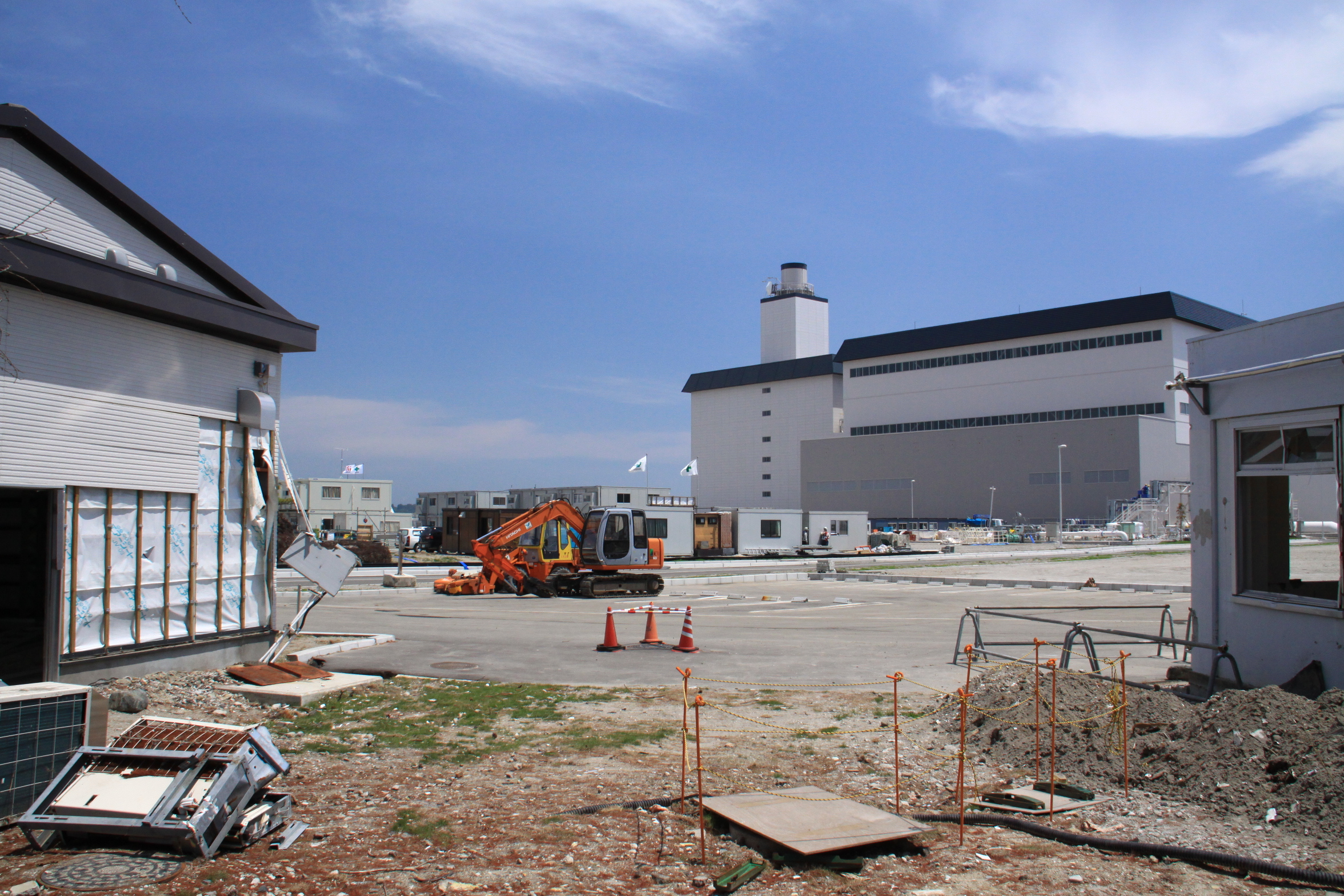
重建工作中的仙台火力發電廠（2011年6月7日撮影）

2011年（平成23年）3月11日下午二時四十六分，日本東北地方外海發生強烈地震，運作中的四號機因受到強烈震動而自動跳脫停機保護。，在此之後發生的海嘯將發電廠一樓淹沒。
震災後9月30日東北電力株式會社發布公告，原定在2012年3月修復運轉的仙台火力發電廠，經過24小時連續不間斷的兩班人員修復，試運轉時間提前到2011年（平成23日）12月20日。2012年2月8日正式修復完成重新商轉。

## 設施

### 發電機組

#### 運轉中
| 氣渦輪發電機類型 | 熱回收爐類型 | 汽輪發電機類型 | 機組數量 （汽渦輪機+汽輪機） | 發電燃料 | 裝置容量（MW） | 商轉日期  | 狀態   |
| ---------------- | ------------ | -------------- | ---------------------------- | -------- | -------------- | --------- | ------ |
| 4-1氣渦輪發電機  |              | ST-4汽輪發電機 | 1部氣渦輪機 1部汽輪機        | 天然氣   | 468MW          | 2010年7月 | 商轉中 |

| 光電板型號     | 太陽能發電類型 | 光電板數量（片） | 裝置容量（MW） | 商轉日期                  | 狀態   |
| -------------- | -------------- | ---------------- | -------------- | ------------------------- | ------ |
| 多晶矽太陽能板 | 地面式太陽光電 |                  | 2MW            | 2012年（平成24年）5月25日 | 商轉中 |

#### 已除役
| 名稱   | 鍋爐類型 | 發電機類型 | 機組數量 | 發電燃料   | 裝置容量 （MW） | 商轉日期   | 狀態            |
| ------ | -------- | ---------- | -------- | ---------- | --------------- | ---------- | --------------- |
| 一號機 |          | 汽輪發電機 | 1        | 燃煤、重油 | 175MW           | 1959年10月 | 2007年8月除役。 |
| 二號機 |          | 汽輪發電機 | 1        | 燃煤       | 175MW           | 1960年11月 | 2007年8月除役。 |
| 三號機 |          | 汽輪發電機 | 1        | 燃煤       | 175MW           | 1962年6月  | 2004年3月除役。 |

### 其他設施
- 新設的四號機其燃氣複循環發電系統燃燒溫度高達1,400℃，熱效率達到當前世界複循環發電系統的最高水準，並且與當前運轉中的燃煤發電廠相比，二氧化碳排放量減少超過一半以上。
- 四號機施工時為東北電力株式會社首次採用替換工法施工的機組，意味著同時進行既有機組拆除工程時，一並進行新四號機興建工程。
- 四號機的冷凝器冷卻水採用已除役拆除的1～3號機冷卻水水路。
- 氣渦輪機、鍋爐等廠房的外牆景觀與松島當地的景觀相互協調（採用“磚瓦屋頂”和“白牆”的意象）。由於受到日本航空法的規範，超過60公尺的建築物需要醒目的外觀（紅色和白色等）辨別，以便飛航器能夠辨識，然而四號機刻意將排氣煙囪限制在59公尺，因此可不需依照航空法規配置制式的可辨別色彩。

## 外部連結
- 東北電力 （页面存档备份，存于）